# Anaïc ou le Balafré
Anaïc ou le Balafré er en fransk stumfilm fra 1908 af Georges Méliès.